# Ch-101/102
Ch-101 i Ch-102 (ros. Х-101, Х-102, ang. Kh-101/102) – rosyjski strategiczny pocisk manewrujący powietrze-ziemia z głowicą konwencjonalną (Ch-101) lub jądrową (Ch-102), o cechach obniżonej wykrywalności.

## Historia
Projektowanie nowego pocisku manewrującego dużego zasięgu przenoszonego przez rosyjskie lotnictwo strategiczne podjęto w biurze konstrukcyjnym Raduga w Dubnej w 1991 roku, jeszcze za czasów istnienia ZSRR. Od początku przewidziano wersję bazową z głowicą konwencjonalną Ch-101 i wersję z głowicą jądrową Ch-102 (pierwotnie Ch-101M). Początkowo napęd miał stanowić silnik śmigłowentylatorowy (propfan) z dwoma przeciwbieżnymi śmigłami pchającymi zamontowanymi w tyle kadłuba. Według danych projektowych, pocisk miał mieć masę 2,2–2,4 t i przenosić 400-kilogramową głowicę bojową lub głowicę termojądrową, osiągając zasięg do 4000 km w wersji konwencjonalnej lub 5000 km w lżejszej wersji jądrowej. W połowie lat 90. dla obniżenia kosztów zdecydowano jednak zrezygnować z wymagającego dalszych prac silnika śmigłowentylatorowego R128-300, projektowanego przez biuro AMNTK Sojuz z Moskwy, i zastosować zwykły silnik turboodrzutowy.
Brak jest pewnych informacji z dalszego przebiegu prac konstrukcyjnych i prób. Prawdopodobnie pierwsze próby odpalania pocisków odbyły się w 2004 roku, kiedy zaobserwowano przystosowany do nich samolot Tu-95MS nr 01. Wyrzutnia bębnowa dla samolotu Tu-160, wykonana w 2004 roku, ukończyła próby państwowe w lipcu 2007 roku. Prawdopodobnie w 2008 roku zamówiono pierwszą partię seryjnych pocisków; przypuszcza się, że wykonano je w latach 2010–2011. Dopiero w latach 2010–2011 uruchomiona została produkcja wyrzutni bębnowych dla Tu-160 (w Zakładzie Budowy Maszyn im. Kalinina w Jekaterynburgu) i pylonów podskrzydłowych dla Tu-95MS (w zakładach Berijew w Taganrogu). Prawdopodobnie same pociski produkowane są przez biuro Raduga. Przynajmniej do 2012 roku ujawniono oficjalnie w Rosji jedynie informacje o zamówieniu wersji z głowicą jądrową Ch-102, jednakże późniejsze działania lotnictwa rosyjskiego ujawniły posiadanie pocisków z głowicą konwencjonalną.

## Opis

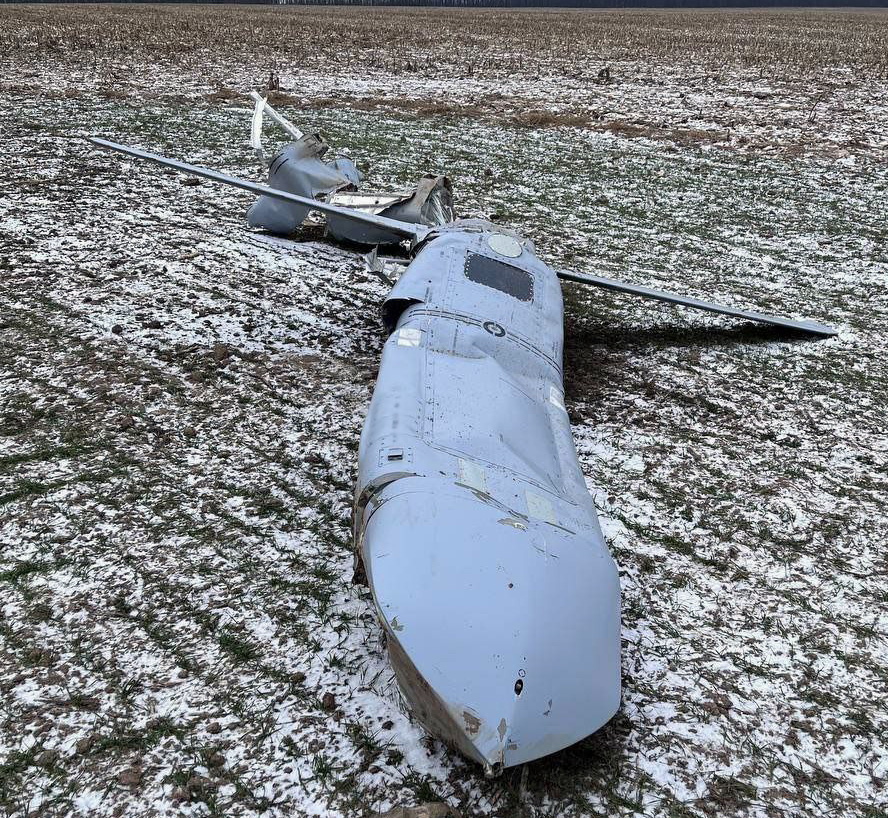
Pocisk Ch-101 zestrzelony nad Ukrainą (widok od spodu), 2023

Kadłub pocisków Ch-101/102 wykonany jest z zastosowaniem technik obniżenia wykrywalności (stealth) – ma spłaszczony przekrój poprzeczny i powierzchnie boczne. Skuteczna powierzchnia odbicia określana jest w publikacjach jako 0,01 m². Skrzydła przed startem są złożone wzdłuż pod kadłubem, po rozłożeniu mają niewielki skos oraz znaczny wznios dodatni. Napęd stanowi silnik turboodrzutowy oznaczony izdielije 50 (wyrób 50), z rodziny silników TRDD-50 konstrukcji OMKB w Omsku. Silnik umieszczony pod częścią ogonową wysuwany jest tuż przed startem w dół. Możliwe, że zastosowano rozwiązanie opatentowane przez biuro Raduga w postaci miękkiego zbiornika paliwa w komorze silnika, który jest napełniany paliwem z instalacji samolotu po wysunięciu silnika, dla zwiększenia zasięgu. Dane techniczne pocisków nie zostały ujawnione oficjalnie. W publikacjach podawane są dane dotyczące prędkości maksymalnej 250–270 m/s (900–972 km/h) i marszowej 190–200 m/s (684–720 km/h). Niektóre publikacje sugerują, że głowica konwencjonalna o masie ok. 400 kg jest dwuczęściowa i jedna jej część może być zrzucona na inny cel.
System kierowania, zaadaptowany również do lżejszych pocisków Ch-555, łączy układ nawigacji bezwładnościowej, odbiornik nawigacji satelitarnej SN-99 (konstrukcji rosyjskiego KB NAVIS z Moskwy), system śledzenia profilu terenu z radiowysokościomierzem oraz optoelektroniczny system rozpoznawania terenu Otblesk-U (konstrukcji instytutu CNIIAG z Moskwy). System Otblesk porównuje obraz celu w końcowej fazie lotu ze zdjęciami. Celność pocisku (CEP) określana jest według źródeł rosyjskich na 5–6 m, według źródeł zachodnich na 10–20 m.
Pociski Ch-101/102 przenoszone są przez zmodernizowane w tym celu bombowce odrzutowe Tu-160 i turbośmigłowe Tu-95MS. W przypadku Tu-160 zastosowano nowe dłuższe obrotowe sześciopozycyjne wyrzutnie bębnowe 9A-829K3 w dwóch komorach bombowych – łącznie przenosi 12 pocisków wewnątrz kadłuba. Samoloty Tu-95MS przenoszą pociski tej rodziny tylko na podwieszeniach zewnętrznych: osiem pocisków na czterech pylonach podskrzydłowych z belkami katapultowymi AKU-5M, gdyż długość pocisków jest zbyt duża, by możliwe było przenoszenie ich w komorze bombowej Tu-95.

## Użycie
Pociski używane są wyłącznie przez lotnictwo strategiczne Rosji. Pociski Ch-101 zadebiutowały bojowo razem z pociskami Ch-555 po raz pierwszy 17 listopada 2015 roku na cele w Syrii, po katastrofie rosyjskiego samolotu Airbus A321 uznanego przez Rosję za zamach terrorystyczny.
Pociski Ch-101 były następnie używane bojowo podczas inwazji Rosji na Ukrainę w 2022 roku, głównie w atakach na ukraińskie miasta. 24 marca 2024 rakieta tego typu przeleciała nad Oserdowem.